# Camille Pissarro (Rose)
Die Rosensorte Camille Pissarro (syn. ‘DELstricol’, ‘Rainbow Nation’) ist eine rot-rosa-weiß-gelb panaschierte, öfterblühende Floribundarose, die von Delbard 1996 in den Markt eingeführt wurde.

## Ausbildung

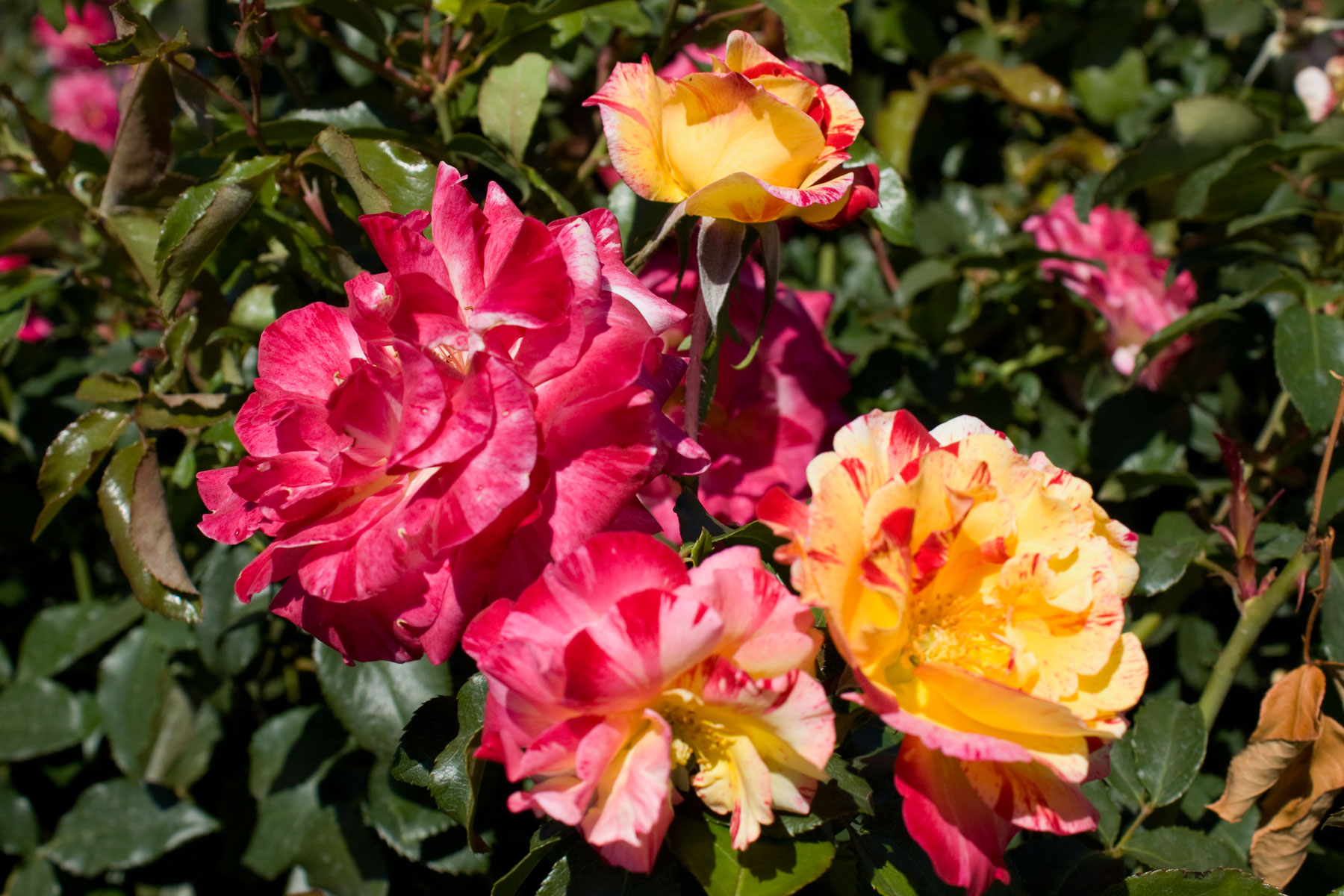
‘Camille Pissarro’ in voller Blüte

Die buschig, aufrecht wachsende Rose ‘Camille Pissarro’ bildet einen kompakten Strauch aus. Die Rosenpflanze wird etwa 80 cm bis maximal 120 cm hoch und 50 bis 60 cm breit. Die büschelartig angeordneten Blüten werden aus 17 bis 25 leicht nach außen gebogenen Petalen gebildet. Sie formen eine große, locker gefüllte Blüte aus. Die 8 bis 10 cm großen Blüten sind durch eine stark variierende Färbung gekennzeichnet. Die Blütenfarben der Rosensorte reichen von einem dunklen Rot, über rosa in allen Nuancen, orange, gelb bis weiß, sich in Streifen und Sprenkeln zeigend. Die Rosensorte besitzt große, mittel- bis dunkelgrüne, glänzende Blätter. Die Rosensorte ‘Camille Pissarro’ zeichnet sich durch einen leichten, fruchtigen Duft nach Äpfeln und Alten Rosen aus.
Die kräftig remontierende Floribundarose ist winterhart (USDA-Klimazone 6b bis 9b). Sie blüht anhaltend von Mai bis in den späten Herbst und ist resistent gegenüber den bekannten Rosenkrankheiten. Die Rose eignet sich zur Bepflanzung von niedrigen Blumenrabatten, Kübeln und Bauerngärten. Die in der Vase lang haltbare Rose ‘Camille Pissarro’ findet auch in der Floristik als Schnittrose Verwendung.
Die Rosensorte wird in zahlreichen Rosarien und Gärten der Welt, unter anderem im Brooklyn Botanic Garden (New York), im Carla Fineschi Foundation Rose Garden (Toskana), im Rosaholic's Southern California Garden sowie im San Jose Heritage Rose Garden (Californien), im Victoria State Rose Garden (Australien), im Roseraie Littéraire in Talence und im Deutschen Rosarium in Dortmund gezeigt.
Im Jahr 1997 wurde die Rosensorte bei den Lyon Rose Trials mit dem Prädikat Lyon Grande Rose du Siècle ausgezeichnet.

## Namensgebung
Die Rose wurde von Delbard zu Ehren des französischen Malers Camille Pissarro, einem der bedeutendsten Vertreter des Impressionismus benannt. Sie gehört mit den Rosensorten ‘Alfred Sisley’, ‘Marc Chagall’, ‘Henri Matisse’, ‘Maurice Utrillo’, ‘Edgar Degas’, ‘Claude Monet’, ‘Paul Cézanne’ und ‘Paul Gauguin’ zu den so genannten französischen Malerrosen (Rose des Peintres).
Der in einigen Ländern gebräuchliche Name Rainbow Nation soll an das friedliche Zusammenleben unterschiedlicher Kulturen in der Regenbogennation Südafrika erinnern.